# Augusta (Maine)
Pour les articles homonymes, voir Augusta.
Augusta est la capitale de l'État du Maine, aux États-Unis, sur la rivière Kennebec. Elle constitue le siège du comté de Kennebec. Lors du recensement de 2010, sa population s'élève à 19 136 habitants, ce qui en fait la neuvième ville de l'État en nombre d'habitants et la troisième capitale d'État la moins peuplée des États-Unis après Montpelier dans le Vermont et Pierre dans le Dakota du Sud.
La région a d'abord été colonisée par des Britanniques provenant de Plymouth, puis a servi de comptoir commercial dès 1625.

## Géographie
Augusta est la capitale d'État la plus orientale des États-Unis. Selon le Bureau du recensement des États-Unis, la ville a une superficie totale de 150,30 km2. Elle est drainée par la rivière Kennebec.

## Histoire

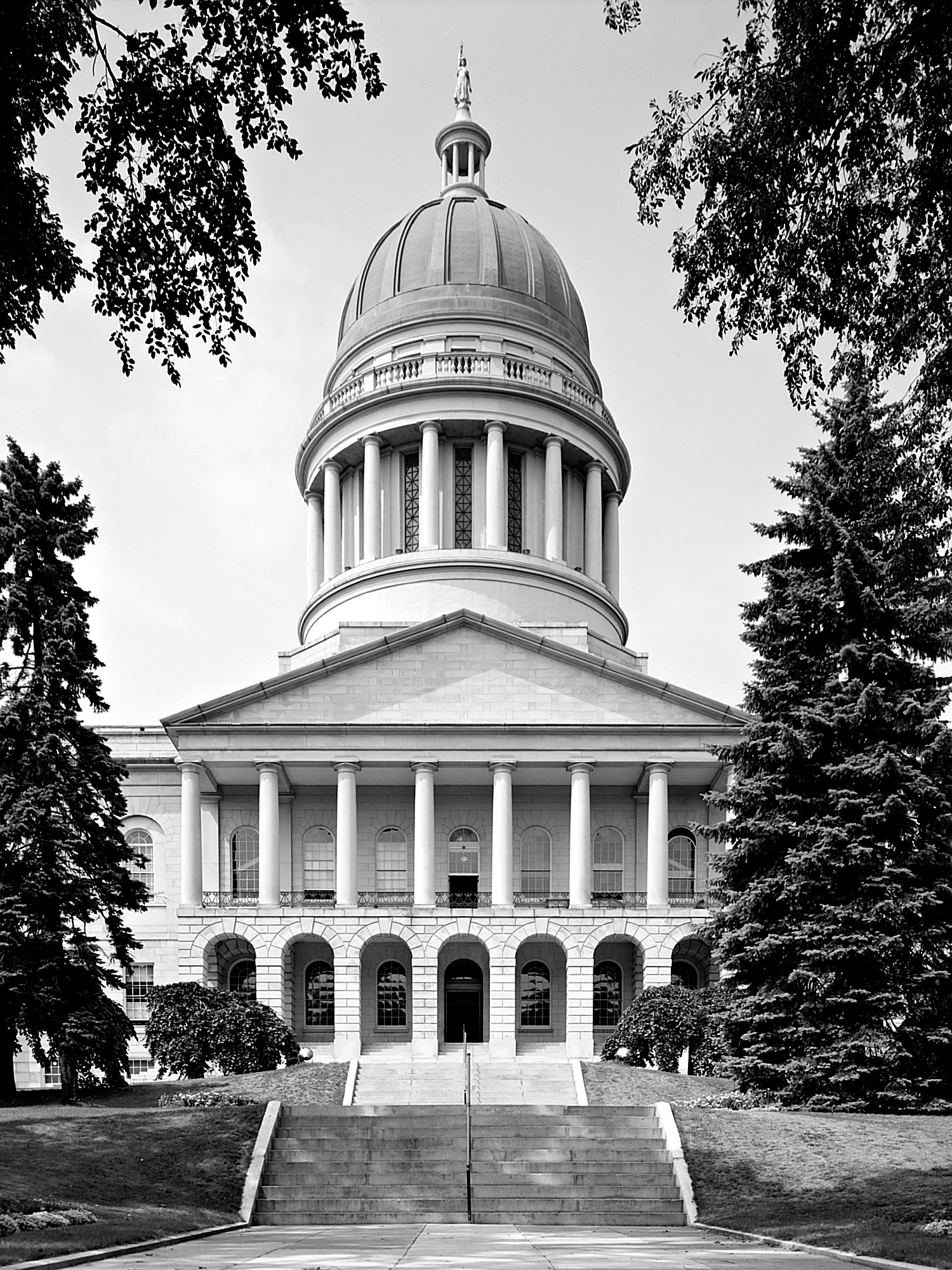
Le Capitole de l'État du Maine (siège des assemblées législatives de l'État du Maine) à Augusta, conçu par Charles Bulfinch, construit entre 1829 et 1832.

La région a été occupée par l'infortunée colonie de Popham en septembre 1607. Elle fut habitée par les colons britanniques de la Colonie de Plymouth en 1629 comme un poste de traite sur la rivière Kennebec. La colonie était connue sous son nom amérindien, Cushnoc (ou Coussinoc ou Koussinoc), signifiant « tête de marée ». Le commerce de fourrure a d'abord été profitable, mais avec des soulèvements des Amérindiens et une baisse de revenus, la colonie de Plymouth a vendu le brevet de Kennebec en 1661. Le site de Cushnoc resta inoccupé durant 75 ans. Cette région était habitée par les Indiens Canibas. Au cours du XVIIe siècle, ils étaient en bons termes avec les colons britanniques dans la région.
Les membres de la nation Abénaquis qui vivaient vers le haut de la rivière Kennebec de Narrantsouac finirent par devenir hostiles aux colons britanniques. En 1722, la tribu et ses alliés ont attaqué le Fort Richmond (maintenant Richmond, Maine) et ont détruit Brunswick. En réponse, Narrantsouac fut pillée en 1724 au cours de la guerre anglo-wabanaki, où les forces britanniques ont pris le contrôle provisoire de la région du Kennebec.
En 1754, un blockhaus nommé Fort Western (maintenant le plus vieux fort en bois en Amérique) a été construit à Cushnoc sur la rive est. Il a été conçu comme un dépôt d'approvisionnement pour Fort Halifax, afin de protéger la région. En 1775, Benedict Arnold et ses 1 100 soldats ont utilisé Fort Western comme zone de transit avant l'expédition de Benedict Arnold au Québec vers le haut du Kennebec à la Bataille du Québec.
Fondée en 1628, la ville fut appelée Cushnoc ou Koussinoc de 1625 à 1771, Hallowell de 1771 à 1797 puis Harrington en 1797. Son nom actuel a été adopté en 1797 en l'honneur de Pamela Augusta Dearborn, fille d'Henry Dearborn, représentant du district du Maine au Congrès des États-Unis. En 1827, Augusta a remplacé Portland comme capitale de l'État, sept ans après que le Maine soit devenu un État, bien que la législature de l’État ait continué à siéger à Portland jusqu’en 1832.

## Politique et administration
La ville est administrée sous le statut de gouvernement à gérance municipale. Un maire et un conseil de huit membres sont élus pour trois ans, cependant que la gestion des services municipaux est confiée à un gérant municipal.
| Période                                  | Période  | Identité                   | Étiquette   | Qualité |
| ---------------------------------------- | -------- | -------------------------- | ----------- | ------- |
| Les données manquantes sont à compléter. |          |                            |             |         |
| 1854                                     | ?        | Samuel Cony (en)           | Démocrate   |         |
| Les données manquantes sont à compléter. |          |                            |             |         |
| 1906                                     | 1910     | Frederick W. Plaisted (en) | Démocrate   |         |
| Les données manquantes sont à compléter. |          |                            |             |         |
| 1935                                     | 1941     | Frederick G. Payne (en)    | Républicain |         |
| Les données manquantes sont à compléter. |          |                            |             |         |
| 1947                                     | 1948     | Charles P. Nelson (en)     | Démocrate   |         |
| Les données manquantes sont à compléter. |          |                            |             |         |
| 1971                                     | 1974     | Stanley Sproul (en)        | Républicain |         |
| Les données manquantes sont à compléter. |          |                            |             |         |
| 2006                                     | 2010     | Roger Katz (en)            | Républicain |         |
| 16 juin 2011                             | 2014     | William R. Stokes (en)     | Démocrate   |         |
| 6 novembre 2014                          | 2021     | David Rollins              |             |         |
| 1er janvier 2022                         | En cours | Mark O'Brien               |             |         |

## Démographie
| Groupe            | Augusta | Maine | États-Unis |
| ----------------- | ------- | ----- | ---------- |
| Blancs            | 94,1    | 95,2  | 72,4       |
| Métis             | 2,3     | 1,6   | 2,9        |
| Asiatiques        | 1,5     | 1,0   | 4,8        |
| Afro-Américains   | 1,1     | 1,2   | 12,6       |
| Amérindiens       | 0,7     | 0,7   | 0,9        |
| Autres            | 0,4     | 0,4   | 6,4        |
| Total             | 100     | 100   | 100        |
|                   |         |       |            |
| Latino-Américains | 1,8     | 1,3   | 16,7       |

Selon l'American Community Survey, pour la période 2011-2015, 89,86 % de la population âgée de plus de 5 ans déclare parler l'anglais à la maison, 4,57 % déclare parler le français, 1,78 % l'espagnol, 0,98 % l'allemand, 0,75 % une langue chinoise, 0,73 % l'arabe et 1,34 % une autre langue.

## Économie
Parmi les principales activités économiques figurent le tourisme, la fabrication de matériel informatique, du papier et de l'acier.
Augusta possède un aéroport (Augusta State Airport, code AITA : AUG).

## Enseignement
Depuis 1965, la ville accueille un campus de l'université du Maine.

## Attrait touristique
- Fort Western

## Personnalités liées à la ville
- James Blaine, résident d'Augusta, secrétaire d'État en 1881 et de 1889 à 1892
- Edwin C. Burleigh, sénateur, résident de longue date et y est décédé.

### Personnalités nées à Augusta
- Julia Clukey, athlète de luge aux Jeux olympiques de 2010[7],[8]
- Melville Fuller, politicien de l'Illinois
- Olympia Snowe, sénatrice américaine
- Rachel Nichols, actrice et mannequin